# يو إف سي 255
يو إف سي 255: فيغيريدو ضد بيريز(بالإنجليزية: UFC 255: Figueiredo vs Perez)‏ كان حدثا لفنون القتال المختلطة نظمته بطولة القتال النهائي التي أقيمت في 21 نوفمبر 2020 في منشأة يو إف سي أبيكس إنتربرايز نيفادا وادي لاس فيغاس، الولايات المتحدة.

## الجوائز الإضافية
حصل المقاتلون على مكافآت بقيمة 50،000 دولار.
- قتال الليل: ساشا بالاتنيكوف ضد لويس كوزيه.

- أداء الليل: خواكين باكلي و أنتونينا شيفتشينكو.